# Carboneras de Guadazaón
Carboneras de Guadazaón és un municipi de la província de Conca, a la comunitat autònoma de Castella-La Manxa.